# Hauptamtsgehilfe
Hauptamtsgehilfe (HAG) ist in Deutschland die (Grund-)Amtsbezeichnung eines Beamten in der Laufbahngruppe des einfachen Dienstes in der Bundes- und einigen Landesverwaltungen im Eingangsamt (§ 23 Abs. 1 Nr. 1 BBesG) neben Oberaufseher, Oberschaffner und Oberwachtmeister.
Das Amt mit der (Grund-)Amtsbezeichnung ist in Besoldungsgruppe A 3 der Bundesbesoldungsordnung A des Bundesbesoldungsgesetzes oder der Besoldungsordnungen der Landesbesoldungsgesetze eingruppiert. Hauptamtsgehilfen können die Befähigung für eine Laufbahn des einfachen Dienstes durch einen Hauptschulabschluss und eine abgeschlossene Berufsausbildung erlangen (§ 17 Abs. 2 BBG; § 18 BLV). Sie führen in der Regel einfache Tätigkeiten aus, z. B. Botengänge.
Durch den Wegfall der Amtsbezeichnung Oberamtsgehilfe (A 2) ist die Amtsbezeichnung Hauptamtsgehilfe (A 3) im Bundesbereich das Eingangsamt der Laufbahngruppe des einfachen Dienstes.

## Zusätze und Entsprechungen
Die Amtsbezeichnung Hauptamtsgehilfe kann mit oder ohne Zusatz vergeben werden. Daneben gibt es weitere Amtsbezeichnungen für ein Amt in Besoldungsgruppe A 3.
Die Amtsbezeichnung Hauptamtsgehilfe entspricht von der Besoldungsgruppe dem Dienstgrad eines Soldaten in der Bundeswehr. Der Dienstgrad Gefreiter ist ebenfalls in Besoldungsgruppe A 3 eingruppiert, jedoch mit Amtszulage.
Beamte im einfachen Bankdienst bei der Deutschen Bundesbank führen die Amtsbezeichnung Bundesbankhauptamtsgehilfe (Anlage 1 (zu § 2 Abs. 2) BBankLV). Bei der Bundesagentur für Arbeit führen Beamte in einem in Besoldungsgruppe A 3 eingruppierten Amt die Amtsbezeichnung Hauptamtsgehilfe bei der Bundesagentur für Arbeit, in der Justizverwaltung Justizoberwachtmeister und bei der Zollverwaltung Zolloberwachtmeister.
Im einfachen technischen Verwaltungsdienst lautet die Amtsbezeichnung grundsätzlich Technischer Hauptamtsgehilfe (THAG).
In den auslaufenden Laufbahnen der Beamten bei den Postnachfolgeunternehmen und bei den Beamten des Bundeseisenbahnvermögens, die zur Wahrnehmung einer Tätigkeit bei der Deutschen Bahn beurlaubt oder zugewiesen sind, haben die entsprechenden Ämter des einfachen Dienstes die Amtsbezeichnungen Betriebsoberaufseher (Laufbahn der Betriebsaufseher; § 12 ELV) und Postoberschaffner (einfacher nichttechnischer Postverwaltungsdienst; Anlage 1 (zu § 2 Abs. 2) PostLV).